# Chiesa ricettizia
La Chiesa ricettizia era un'associazione di preti locali - riconosciuta come persona giuridica fino al 1867 - che gestivano in massa comune i beni della Chiesa, diffusa nelle aree interne del Mezzogiorno d'Italia e soprattutto in Basilicata. 

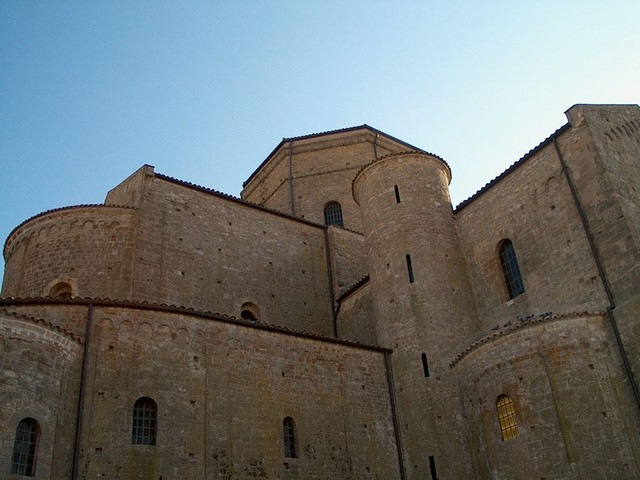
La Cattedrale di Acerenza, una delle maggiori ricettizie del Mezzogiorno moderno

## Assetto
L'assetto delle comunità del Mezzogiorno continentale interno, distanti le une dalle altre, con scarsità di strade, che vivevano quasi isolate e dove nemmeno i vescovi erano felici di risiedere, giustifica il connotato portante della ricettizia, un'istituzione ecclesiastica, corporativa, una sorta di casta, gelosa delle proprie prerogative e privilegi, con un'impronta localistica e privatistica.
La base iniziale di patrimonio era di natura laica ed era fornita dalle famiglie benestanti locali o dall'Università. A gestire questo patrimonio potevano essere solo preti nativi del luogo e che erano riusciti a conseguire il privilegio di “partecipante” o “porzionario”: solo dopo questa precisa indicazione, il funzionario diocesano poteva valutare la presenza dell'altro requisito necessario (anche se solo «di facciata»), l'idoneità spirituale, mentre coloro che restavano fuori dalla gestione dovevano armarsi di molta pazienza e aspettare il proprio turno, anche perché la nomina dei partecipanti era di pertinenza o dei Comuni (questo è il caso delle ricettizie dette Comunie) o delle famiglie locali (le familiari, appunto).
Le ricettizie, inoltre, potevano essere curate e semplici, a seconda che dovessero o non dovessero occuparsi della cura delle anime, che era comunque affidata, secondo statuto, a sacerdoti e chierici. Sempre lo statuto o l'atto di fondazione stabiliva se la ricettizia fosse numerata, ossia con un numero fissato e fisso di partecipanti, o innumerata, a numero aperto di partecipanti. Il clero ricettizio eleggeva un “vicario curato” che svolgeva le funzioni di parroco, ma non necessariamente a vita. Questi godeva inoltre, proprio per i suoi oneri maggiori rispetto agli altri, di una quota parte delle rendite della Chiesa. Questo tipo di Chiesa veniva detta patrimoniale.

## Strutturazione
Il corso d'accesso al ruolo di partecipante della massa comune prevedeva una durata diversa secondo le Chiese: nelle ricettizie di più piccole realtà locali, erano contraddistinte da un'unica dignità, l'Arciprete, coadiuvato spesso da un cantore, una sorta di primus inter pares nei confronti di un numero aperto o chiuso di sacerdoti partecipanti.
Il percorso da seguire per ottenere la porzione poteva avere modalità e tempi differenti a seconda dei casi: sette anni era il percorso di accesso alla porzione nel caso della ricettizia innumerata di Santa Maria della Platea di Genzano, otto nella vicina ricettizia dei SS. Pietro e Paolo di Oppido, anch'essa numerata e tre in quella di S. Maria del Carmine di Cancellara. Oppure nella diocesi di Marsico Nuovo, in particolare nel caso della ricettizia innumerata dell'Assunzione della Beatissima Vergine Maria di Moliterno, per prendere messa bisognava pagare dieci ducati. Nel caso della ricettizia di S. Maria dell'Episcopio di Montalbano, oltre, naturalmente, ad essere nativi del luogo, dopo l'ordinazione sacerdotale i partecipanti dovevano aver prestato un anno gratuito di procura, cantato solennemente la messa e pagato un contributo alla sacrestia per usufruire degli utensili sacri.
A volte, oltre ai vari requisiti, servizi prestati gratuitamente, contributi versati, si aggiungevano delle caratteristiche consuetudini del luogoː uno dei casi più singolari è quello di Latronico, dove in occasione del raggiungimento del tanto atteso ruolo di partecipante, sancito con la celebrazione della prima messa cantata, presso la ricettizia di S. Egidio, il candidato doveva offrire un lauto banchetto.

## Ruolo
Una chiesa, quella ricettizia, che, dunque, finiva spesso per delegare, rimandare quello che doveva in realtà essere l'impiego principale (la cura delle anime) e che diveniva addirittura oggetto di liti.
Indicativo un caso per tutti, quello di Montepeloso (oggi Irsina), dove sorse proprio un vero conflitto tra i capitolari nel 1594: i più anziani si rifiutavano di esercitare questo ufficio perché lo ritenevano esclusivo compito dell'Arciprete, come seconda autorità più importante, tanto che molte persone morirono senza la somministrazione degli ultimi sacramenti.
La riunione del Capitolo era indetta e i partecipanti richiamati al suono della campana, in giorni prefissati, di solito venerdì o sabato, preceduta da un'affissione in sacrestia. La seduta era valida con almeno la presenza di almeno metà del consiglio e, dopo aver chiuso bene le porte della sacrestia e invocato lo Spirito Santo, erano dibattuti i punti dell'ordine del giorno, cui seguivano i suffragi dei partecipanti, messi al voto. I vari incarichi erano assegnati nelle riunioni annuali e tra i vari “pesi” derivanti dalle cariche: uno particolarmente gravoso era quello della cura delle anime, in genere delegato all'Arciprete, anche se, dalle grandi alle più piccole ricettizie, proprio questo della cura delle anime era un tasto dolente.